# Leon de Burbure de Wesembeek

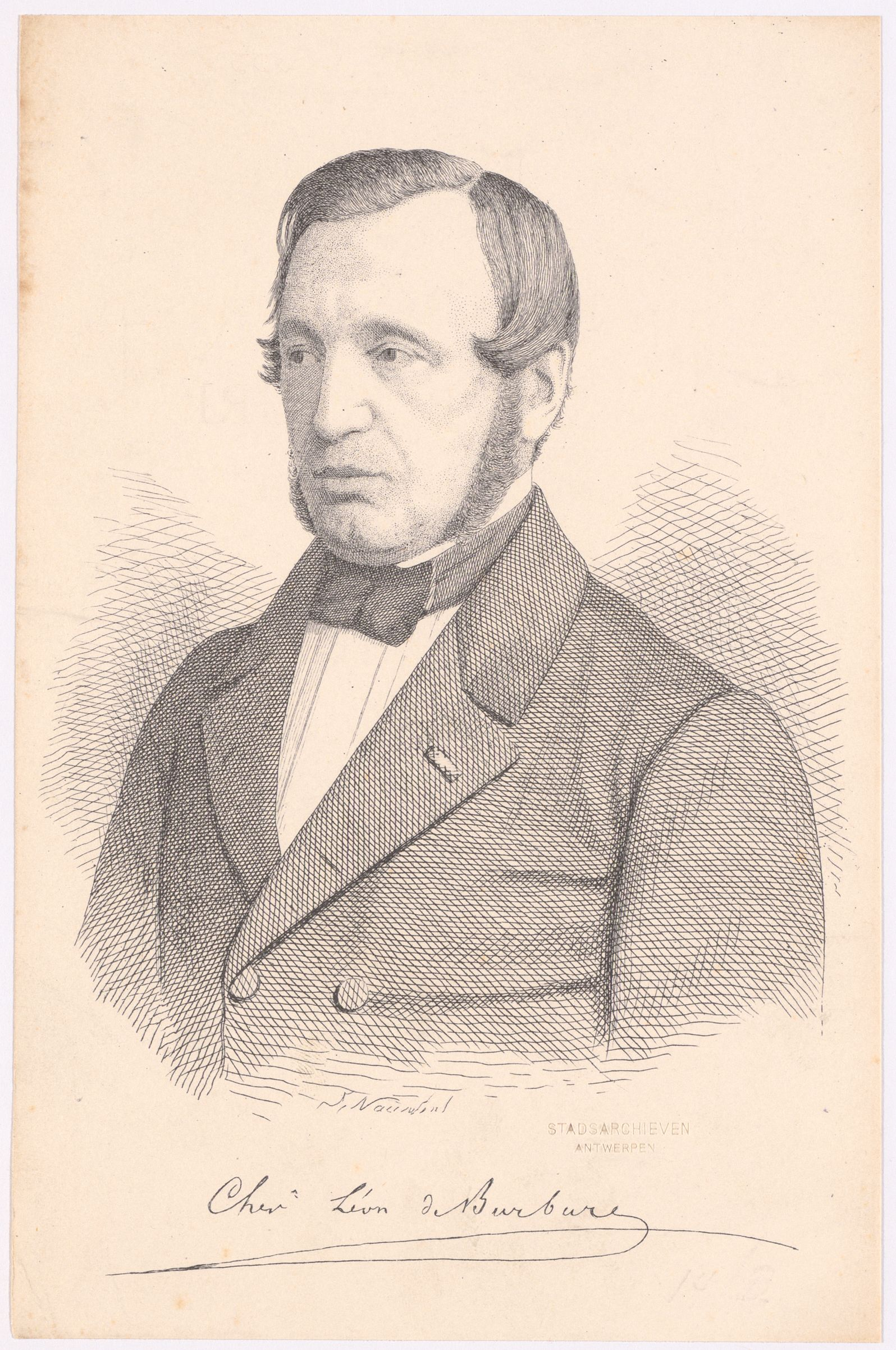
Leon de Burbure de Wesembeek

Leon de Burbure de Wesembeek (Dendermonde, 16 augustus 1812 - Antwerpen, 8 december 1889) was een Belgisch componist, dirigent, schrijver, historicus en archeoloog.

## Familie
Leon (of Leo) Philippe Marie de Burbure de Wesembeek was een telg uit de adellijke Brabantse familie De Burbure de Wesembeek. Zijn vader was ridder Philippe de Burbure (1779-1855), die in 1844 de bij eerstgeboorte erfelijke riddertitel ontving, samen met de adelserkenning. Zijn moeder was Hélène de Schoutheete de Tervarent (Sint-Gillis-Dendermonde, 1782 - Dendermonde, 1845). Het gezin ging in Dendermonde wonen.

## Levensloop
De Burbure begon Latijnse studies in Dendermonde bij Pater de Vos, voormalig monnik van de abdij van Affligem. Vanaf zijn zevende leerde hij ook notenleer en cello bij Joseph Troch, een lokale kapelmeester. Hij toonde aanleg en mocht al jong als cellist optreden in het orkest van de Onze-Lieve-Vrouwekerk.
Hij studeerde verder aan het koninklijk college in Gent en aan de universiteit van Gent, waar hij in 1832 de graad van doctor in de rechten behaalde. Tijdens zijn middelbare studies studeerde hij verder cello bij François de Vigne, een leerling van de Franse cellist-componist Nicolas Baudiot. Aan de universiteit stichtte hij een symfonisch orkest, La Lyre Académique. Door dit orkest liet hij zijn eerste orkestcompositie uitvoeren naar aanleiding van het bezoek van Willem I aan de universiteit in 1829.
De Belgische Revolutie onderbrak zijn studies. Hij keerde tijdelijk naar Dendermonde terug, waar hij zich in de muziek vervolmaakte met behulp van de handboeken van Johann Georg Albrechtsberger, Antoine Reicha en François-Joseph Fétis. Hij schreef Le Chant des bardes, voor vierstemmig gemengd koor en orkest en musiceerde vaak met zijn vader en zijn broers, vooral muziek van Pleyel en Joseph Haydn.
Hij gaf weinig om het juridische werk en na zijn terugkeer in Dendermonde, stortte hij zich in het plaatselijke culturele leven. Hij nam de leiding van de 'Société philharmonique de Sainte Cécile'. Hij werkte nauw samen met zijn stadgenoot Prudens van Duyse (1804-1859). In 1832 schreven ze samen L'épée d'honneur offerte au général Chassé. Generaal David Hendrik Chassé had in 1830 met het regeringsgarnizoen Antwerpen verdedigd tegen de Belgische revolutionairen en had stand gehouden in de citadel tot de Franse aanval in 1832. Een eerbetoon aan deze generaal die door de Belgische separatisten gehaat werd, toonde de orangistische voorkeur van beide jonge mannen.
De Burbure dirigeerde ook de 'Société des choeurs'. Met dit koor luisterde hij in 1834 en 1835 de Dendermondse carnavalsfeesten op en stak zichzelf hierbij in het kostuum van een Italiaanse kapelmeester. Het koor smolt in 1841 samen met de 'Société de l'union' en de 'Société Mélophile-solo' om de 'Société des échos de la Dendre' te worden. In 1845 nam hij deel aan het eerste 'Beethovenfest' in Bonn, naar aanleiding van de 75ste geboortedag van Beethoven.
De 'Société des échos de la Dendre' speelde een prominente rol in het Vlaamse koorleven, meer bepaald in de streek van Dendermonde. Het koor werd bij herhaling bekroond in wedstrijden, vaak met werken van de Burbure. In die jaren componeerde hij concertouvertures, religieuze muziek, romances en, tussen 1832 en 1835, niet minder dan 37 strijkkwartetten en -kwintetten.
Samen met zijn broer Gustave schreef hij een orkestfantasie op thema's uit de in 1836 zopas in wereldpremière uitgevoerde opera Les Huguenots van Giacomo Meyerbeer.
Hij componeerde ook een Te Deum, de opera La Serafina en de ouverture voor orkest Charles Quint, die in 1840 werd bekroond door de 'Société des sciences, des arts et des lettres du Hainaut', hetgeen in Dendermonde feestelijk werd gevierd.
In de volgende jaren bestudeerde hij, op vraag van Fetis, de geschriften van Joannes de Muris (ca. 1290 - na 1344) en Egidius Carlerius (ca. 1400-1472). Hij werd jurylid voor de Prijs van Rome (Staatsprijs voor compositie). Hij werd ook lid van de kerkraad van de Onze-Lieve-Vrouwkerk in Dendermonde en ordende er de archieven.
In 1846 overleed zijn moeder. Nadat hij eerst korte tijd in Luik woonde, waar hij de archieven van de Sint-Lambertuskathedraal onderzocht, ging hij zich met zijn vader in Antwerpen vestigen. Hij was er onmiddellijk actief in het koorleven. Voor het koorfestival in 1850 georganiseerd door de 'Association lyrique anversoise' schreef hij De slag bij de Doggersbank, werk dat werd uitgevoerd door 1.500 zangers en een militair muziekkorps. Hij bleef ook nog actief in Dendermonde waar op 26 augustus 1850 zijn Missa in ut werd uitgevoerd, gevolgd door zijn Ode-symphonie bij de inhuldiging van het beeld van David Lindanus, de zeventiende-eeuwse auteur van een 'Geschiedenis van Dendermonde'.

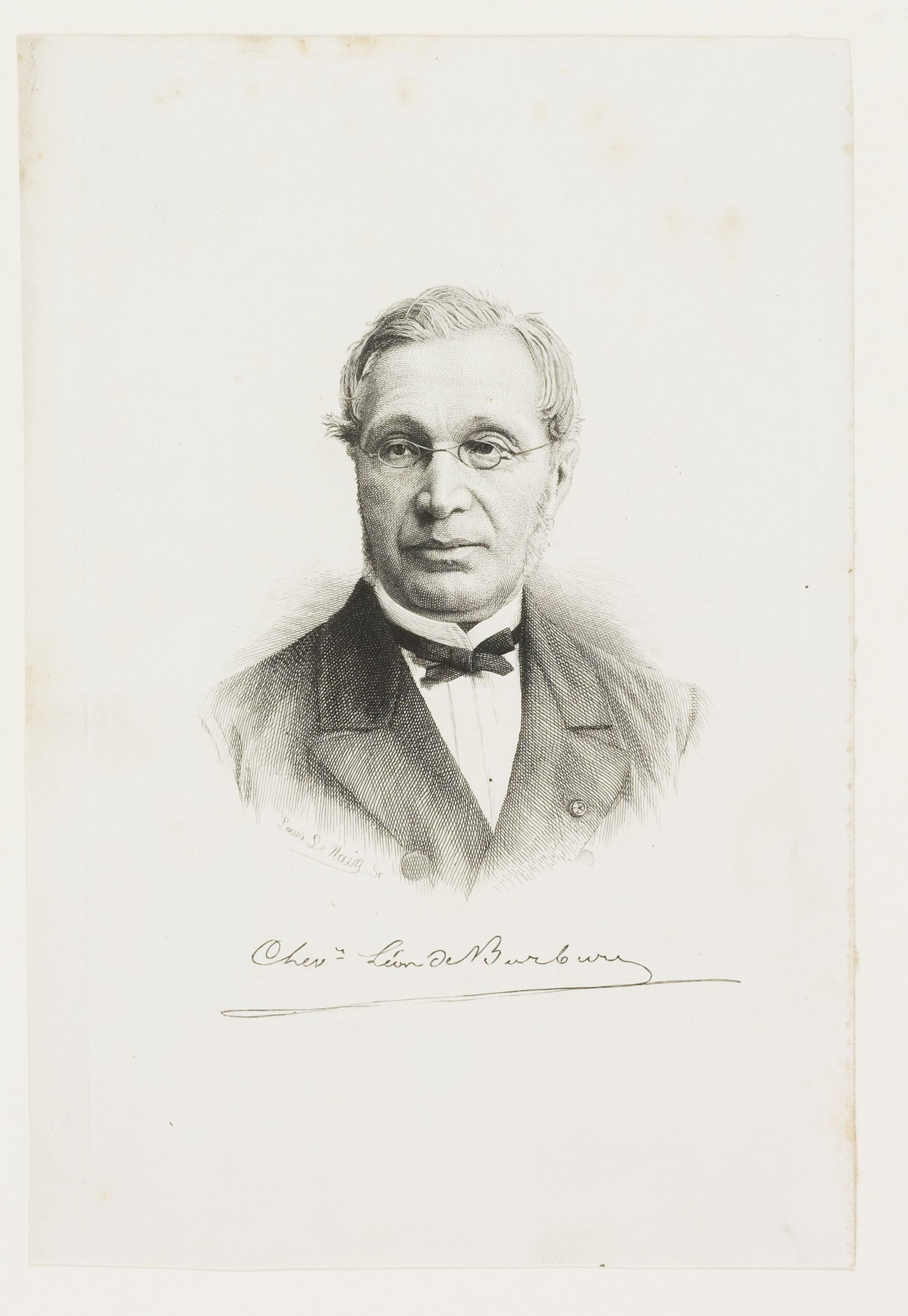
Léon de Burbure (1870s)

Naast componeren, begon De Burbure steeds meer studiewerk te verrichten, meer bepaald archiefordening en musicologisch onderzoek. Van 1846 tot 1853 ordende hij het archief van de Antwerpse Onze-Lieve-Vrouwekathedraal, dat zich sinds 1797 in de grootste wanorde bevond. Ook op het stadsarchief van Antwerpen ordende hij omvangrijke collecties stadsrekeningen en schepenbrieven.
Op basis van dit jarenlange archiefwerk in Dendermonde, Luik en Antwerpen publiceerde hij een resem bijdragen over, onder anderen Ockeghem, Pevernage, Pottier, Susato, Luython, Verdonck, Waelrant, Bull en Gossec.
Van 1855 tot 1861 was hij ook nog bestuurder van de koninklijke kunstacademie. Hij ordende er de archieven van de Antwerpse Sint-Lucasgilde.
Het is bekend dat de Burbure veel informatie aanreikte aan Fetis voor diens eenmansencyclopedie Biographie universelle des musiciens. Iets wat Fétis trouwens in die encyclopedie in zijn artikel over de Burbure dankbaar bevestigde. De Burbure bezorgde hem informatie over meer dan honderd componisten.
De Burbures belangstelling beperkte zich niet tot de muziek: hij was ook actief bezig met beeldende kunsten, architectuur, geschiedenis en vooral archeologie.
Hij was onder meer:
- voorzitter van de commissie voor de publicatie van de catalogus van het Koninklijk Museum voor Schone Kunsten van Antwerpen;
- hij werd in 1858 administrateur van de Academie voor Schone Kunsten;
- ondervoorzitter van de 'Commission royale des monuments';
- voorzitter van de 'Académie d'archéologie';
- lid van de Koninklijke Academie van België en van de Commissie voor de uitgave van de Biographie nationale.

Daarnaast engageerde hij zich ook in de armenzorg en het liefdadigheidswerk. Hij was lid van een commissie die sinds 1853 in Antwerpen soep bedeelde en was bestuurslid van het Sint-Julianusgasthuis.
Tijdens de zomermaanden verbleef hij gewoonlijk met zijn echtgenote op het familiekasteel van Wezembeek. Hij organiseerde er muziekavonden, waarop onder meer Peter Benoît, Florimond van Duyse, Edgar Tinel en Gustaaf Huberti vaak aanwezig waren. Hij was beschermend lid van de Wezembeekse fanfare Kunst en Vaderland.
Na een lange ziekte overleed hij en werd hij bijgezet in de familiebegraafplaats in Wezembeek. Zijn manuscripten, bibliofiele uitgaven, curiosa en partituren werden ingevolge zijn laatste wilsbeschikkingen geschonken aan Antwerpse instellingen: het stadsarchief, de Kunstacademie en het Plantin-Moretusmuseum. De stad Antwerpen gaf zijn naam aan een straat naast het Koninklijk Museum voor Schone Kunsten.

## Archeologie
Begin de jaren 1880 werd de Burbure geplaagd door een oogziekte en werd hierdoor zijn opzoekingswerk in archieven evenals het componeren bemoeilijkt.
Hij verlegde toen zijn belangstelling naar de archeologie. Hij volgde opgravingswerken in de stad en in de haven op de voet en bracht heel wat objecten in veiligheid.

## Publicaties
- Lettres inédites d'Aubert Le Mire, Gent, 1850.
- David Lindanus, sa famille, ses amis, Gent, 1851.
- Jan van Ockeghem, zyne geboorteplaets en verblyf in Antwerpen, in: Het taelverbond. Tijdschrift voor geschiedenis, tael, oudheid en letterkunde, jrg. 1853, p. 133-140.
- Toestand der beeldende kunsten in Antwerpen omtrent 1454, Antwerpen, 1854.
- Beschryvinge ende beginsel van 't clooster Waelwijck, gekend te Antwerpen onder den naem van Spinsters. Naer een handschrift der XVIIIe eeuw, Antwerpen, 1859
- Sur l'ancienneté de l'art typographique en Belgique, Brussel, 1859.
- La Ste-Cecile en Belgique, Brussel, 1860.
- Aperçu sur l'ancienne corporation des musiciens instrumentistes d'Anvers, dite de Saint-Job et de Sainte-Marie-Madeleine, in: Bulletins de l'Académie royale de Belgique, 2me série, Brussel, 1862.
- L'ancienne corporation des musiciens instrumentistes d'Anvers, Brussel, 1862.
- Recherches sur les facteurs de clavecins et les luthiers d'Anvers, depuis le XVIe jusqu'au XVIIe siècle, in: Bulletin de l'Académie royale de Belgique, Brussel, 1863.
- Notice sur les auteurs de l'ancien jubé de l'église Saint-Jean-Baptiste, à Bourbourg, Rijsel, 1864.
- Les auteurs de l'ancien jubé de Bourbourg, Rijsel, 1864.
- Les peintres Gossuin et Roger vander Weyden le jeune, Brussel, 1865.
- Robert Péril, graveur du 16e siècle, sa vie et ses ouvrages, Brussel, 1869.
- Chronologische lijst der Ammans van Antwerpen, Antwerpen, 1871.
- Lijst der Schepenen van Antwerpen, voor de XVe eeuw, Antwerpen, 1872.
- De Antwerpsche ommegangen in de XIVe en de XVe eeuw, uitgegeven door ridder Leo de Burbure, Maatschappij der Antwerpsche bibliophilen, Antwerpen, 1878.
- Charles Luython, compositeur de musique de la cour impériale (1550-1620). Sa vie et ses ouvrages. Avec une composition musicale de Luython, Brussel, 1880.
- Deux virtuoses français à Anvers. Épisode des moeurs musicales aux XVIe siècle, Discours prononcé à la séance publique de la classe des beaux-arts de l'Académie royale de Belgique le 25 septembre 1879, Brussel, 1880.
- Familles du pays de Waes affranchies en 1243. Généalogies de leurs descendants aux XIVe et XVe siècles. (1350 à 1511), Sint-Niklaas, s.d.
- Les oeuvres des anciens musiciens belges. Étude sur un manuscrit du XVIe siècle contenant des chants à quatre et à trois voix; suivie d'un post-scriptum sur le Bellum musicale de Claude Sebastiani, in: Mémoires de l'Académie royale de Belgique, Brussel, 1882.

## Composities
De Burbure componeerde heel wat gelegenheidswerk:
- de cantate Hoop van België op tekst van zijn vriend Hendrik Conscience, voor het feest van de Antwerpse 'Vereniging voor Taal en Kunst' ter gelegenheid van de meerderjarigheid van de Hertog van Brabant (de latere Leopold II);
- de cantate Hulde aan de kunst (1854) voor het 400-jarig bestaan van de Antwerpse Sint-Lucasgilde;
- de ouverture David Teniers of de boerenkermis (1864) uitgevoerd bij de inhuldiging van het standbeeld van David Teniers;
- de Symphonie triomphale (1853), in 1856 uitgevoerd tijdens een openbare zitting van de 'Académie royale de Belgique'.

Onder zijn religieuze muziek zijn te vermelden:
- Psalm Exultate Deo (1849),
- Psalm Caeli enarrant gloriam Dei (1851),
- Psalm In exitu Israël (1858),
- de motetten Jesu dulcis memoria, Cantantibus organis, Levavi oculos.

Als toondichter verheerlijkte ridder de Burbure de eigen taal door het schrijven van Vlaamse cantates, koren en liederen, als:
- Inhuldigingskoor voor het praalgraf van den dichter J.F. Willems, 1848,
- De slag bij de Doggersbank, 1850,
- Lena, 1855,
- Vlaamsch Schilderslied, 1855,
- Het Antwerpsch Meisje, 1855.